# Chung kết Cúp FA 1927
Chung kết Cúp FA 1927 là một trận thi đấu bóng đá giữa hai câu lạc bộ Cardiff City và Arsenal trong khuôn khổ Cúp FA do Hiệp hội bóng đá Anh tổ chức, diễn ra vào ngày 23 tháng 4 năm 1927 tại Sân vận động Empire (Sân vận động Wembley cũ). Trận đấu khép lại với chiến thắng tối thiểu 1–0 dành cho Cardiff City, qua đó giúp đội bóng đến từ xứ Wales này trở thành nhà vô địch đầu tiên bên ngoài nước Anh. Tính đến  năm 2020, chức vô địch của Cadiff vẫn là lần duy nhất mà chiếc cúp (trước đây thường gọi là "Cúp Anh") được trao cho một câu lạc bộ có trụ sở bên ngoài nước này.
Hai đội cùng tham gia giải đấu ở lượt trận thứ thứ ba với tư cách là đại diện của Football League First Division và đều trải qua năm vòng để tiến vào chung kết. Tại lượt trận thứ năm, Cadiff hạ gục Bolton Wanderers để chính thức biến đội bóng này thành cựu vương. Cho đến vòng tứ kết, Arsenal và Cardiff là hai đội bóng duy nhất của First Division còn sót lại.
Vào ngày diễn ra trận chung kết, ban tổ chức đã bổ sung thêm một số đoàn tàu nhằm vận chuyển người hâm mộ của Cardiff đến sân theo dõi trận đấu. Số lượng cảnh sát được huy động tối đa nhằm ngăn chặn những người dùng vé giả vào sân. Trước khi trận đấu diễn ra, ban tổ chức đã tiến hành một buổi lễ long trọng có sự trình diễn của ca khúc "Abide with Me", bài hát sau này trở thành truyền thống trong các trận chung kết. Đây cũng là lần đầu tiên, một trận chung kết được phát sóng trực tiếp trên đài truyền thanh của BBC. Có nhiều thông tin cho rằng chương trình phát sóng này là nguồn gốc của cụm từ "back to square one", mặc dù từ ngữ này xuất hiện trước khi trận đấu diễn ra. Hơn 91.206 người đã đến sân theo dõi trực tiếp trận đấu, bên cạnh đó là hơn 15.000 cổ động viên Cardiff có mặt tại Cathays Park, trung tâm hành chính thành phố để theo dõi đội bóng con cưng qua hệ thống phát thanh.
Bàn thắng duy nhất của trận chung kết được ghi do công của Hughie Ferguson bên phía Cardiff sau khi thủ môn Dan Lewis bắt bóng không chắc, để bóng lăn thẳng vào lưới. Lewis sau đó đổ lỗi cho chiếc áo nịt len mới của mình, nói rằng nó như dính mỡ. Điều này truyền cảm hứng cho việc các thủ môn Arsenal luôn giặt áo của họ trước mỗi trận đấu. Bên cạnh đó, báo chí còn gọi cuộc so tài này là Trận chung kết hát, đồng thời nhấn mạnh việc chiếc Cúp FA có lần đầu tiên về đến xứ Wales. Những năm sau đó, Cardiff dần đánh mất phong độ vì nhiều lý do. Họ không thể lọt vào bất kỳ một trận chung kết Cúp FA nào nữa mãi cho đến năm 2008.

## Đường đến trận chung kết

### Cardiff City
| Vòng            | Đối thủ          | Tỉ số | Sân vận động        | Nguồn |
| --------------- | ---------------- | ----- | ------------------- | ----- |
| 3               | Aston Villa      | 2–1   | Ninian Park (N)     | [ 1 ] |
| 4               | Darlington       | 2–0   | Feethams (K)        | [ 2 ] |
| 5               | Bolton Wanderers | 2–0   | Burnden Park (K)    | [ 3 ] |
| Tứ kết          | Chelsea          | 0–0   | Stamford Bridge (K) | [ 4 ] |
| Tứ kết (đá lại) | Chelsea          | 3–2   | Ninian Park (N)     | [ 5 ] |
| Bán kết         | Reading FC       | 3–0   | Molineux (TL)       | [ 6 ] |

Cardiff City mở màn chiến dịch chinh phục Cúp FA 1926–27 của mình với trận đấu đầu tiên trên sân nhà Ninian Park trước 30.000 người hâm mộ. Đối thủ của họ là đội bóng đồng hạng Aston Villa. Sau hiệp đầu không bàn thắng, Cardiff vươn lên mạnh mẽ bằng hai bàn thắng, một từ cú đánh đầu của Len Davies và một từ cú sút của Ernie Curtis. Nỗ lực của Aston Villa chỉ giúp họ có được một bàn thắng khi thủ môn Tom Farquharson của Cardiff có một pha phản lưới nhà sau nỗ lực cản phá cú sút của tiền đạo Arthur Dorrell bên phía Aston Villa. Ở vòng tiếp theo, Cardiff đối đầu với đội hạng dưới Darlington. Các thống kê sau trận đấu chỉ ra rằng Cardiff là đội chơi tốt hơn và nếu hàng thủ của Darlington không chơi tập trung, Cadiff có thể đã giành chiến thắng với tỉ số đậm hơn. Hai bàn thắng bên phía đội bóng đến từ xứ Wales được ghi do công của George McLachlan và Hughie Ferguson.
Ở lượt trận thứ năm, Cardiff phải đối đầu đội bóng giàu truyền thống Bolton Wanderers, đương kim vô địch FA Cup. Trước đám đông 49.465 người tại Burnden Park của Bolton, Cardiff vẫn xoay xở giành chiến thắng ngoạn mục với tỉ số 2–0. Những người ghi bàn là Ferguson và Davies. Sau vòng này, Cardiff và Aresnal là những đội duy nhất từ First Division còn sót lại. Đến ngày 5 tháng 3, sau trận hòa không bàn thắng với Chelsea (đội bóng đang chơi ở giải Second Division), hai bên có trận đá lại tại Ninian Park. Sam Irving đưa đội bóng xứ Wales vượt lên dẫn trước sau chín phút, trước khi Len Davies nhân đôi cách biệt ở phút 21. Chelsea sau đó được hưởng một quả phạt đền, nhưng cú sút của Andrew Wilson lại dễ dàng bị thủ thành Farquharson cản phá. Chàng thủ môn này từng nổi danh với những pha bắt phạt đền theo cách lao ra khỏi vạch cầu môn khi đối phương thực hiện cú sút. Vì thế, pha cản phá này sau đó đã gián tiếp dẫn đến việc ban tổ chức thay đổi quy tắc, cấm các thủ môn lao về phía trước trong bất kỳ một pha đá phạt đền nào. Dù không thành công, Chelsea vẫn xoay xở ghi hai bàn liên tiếp. Bàn thắng đầu tiên do công của Albert Thain khi hiệp một chỉ còn một phút. Sang hiệp hai, Bob Turnbull gỡ hòa cho Chelsea ở phút thứ 49. Cardiff sau đó có bàn thắng quyết định khi Harry Wishing bên phía đối thủ có pha chạm tay trong vòng cấm. Ferguson bình tĩnh xử lý bóng và chuyển hóa pha đá phạt đền thành bàn thắng.
Trong trận bán kết, Cardiff chạm trán Reading, đội bóng có lần đầu tiên lọt vào bán kết. Trận đấu diễn ra trên sân trung lập Molineux ở Wolverhampton. Ban tổ chức đã sắp xếp các chuyến tàu bổ sung để đưa người hâm mộ Cardiff đến Wolverhampton, kỳ vọng rằng trận đấu sẽ lập kỷ lục khán giả tham dự. Ngoài ra, trước trận cũng xuất hiện một cơn mưa lớn khiến mặt sân bị nhão. Reading tấn công phủ đầu ngay sau tiếng còi khai cuộc, nhưng đến phút thứ 25, tận dụng pha phá bóng hỏng của Bert Eggo trong vòng cấm Reading, Ferguson ngay lập tức có mặt ghi bàn cho Cardiff. Từ thời điểm đó đến khi tiếng còi kết thúc trận đấu vang lên, đội bóng xứ Wales kiểm soát hoàn toàn thế trận. Phút thứ 35, Harry Wake ghi bàn nhân đôi cách biệt, đưa Cardiff vào giờ nghỉ với hai bàn dẫn trước. Reading tiếp tục tấn công dồn dập ngay đầu hiệp hai, nhưng nỗ lực của họ không kéo dài lâu trước khi Cardiff giành lại quyền kiểm soát bóng. Phút 70, Ferguson có pha lập công thứ hai nâng tỉ số lên 3–0. Lúc này, người hâm mộ của Cardiff bắt đầu ăn mừng sớm, vì họ tin tưởng rằng Reading không cách nào lội ngược dòng sau ba bàn thua.

### Arsenal
| Vòng       | Đối thủ                 | Tỉ số | Sân vận động              | Nguồn  |
| ---------- | ----------------------- | ----- | ------------------------- | ------ |
| 3          | Sheffield United        | 3–2   | Bramall Lane (K)          | [ 12 ] |
| 4          | Port Vale               | 2–2   | Old Recreation Ground (K) | [ 13 ] |
| 4 (đá lại) | Port Vale               | 1–0   | Arsenal (N)               | [ 14 ] |
| 5          | Liverpool               | 2–0   | Arsenal (N)               | [ 15 ] |
| Tứ kết     | Wolverhampton Wanderers | 2–1   | Arsenal (N)               | [ 16 ] |
| Bán kết    | Southampton             | 2–1   | Stamford Bridge (TL)      | [ 17 ] |

Vòng đầu tiên, Arsenal chạm trán đối thủ bốn lần vô địch Sheffield United tại Bramall Lane. Cả hai đội đều nhập cuộc tốt và mỗi bên có được cho mình một bàn thắng sớm. Ba bàn đến vỏn vẹn chỉ trong khoảng sáu phút đầu trận. Bàn đầu tiên là kết quả của pha tranh chấp tay đôi, Jimmy Brain tranh chấp tốt, đánh đầu đưa bóng vào lưới Sheffield. Đội bóng đến từ vùng Nam Yorkshire ngay lập tức đáp trả cũng bằng một tình huống đánh đầu, người ghi bàn cho họ là Harry Johnson, nhưng Arsenal cho thấy bản lĩnh đáng gờm khi Charlie Buchan điền tên lên bảng tỉ số giúp đội bóng một lần nữa vươn lên dẫn trước. Tuy nhiên, đến phút 40, David Mercer san bằng cách biệt cho Sheffield, đưa hai đội bước vào giờ nghỉ với kết quả hòa. Vào phút 60 của hiệp hai, Joe Hulme trở thành người hùng khi ghi bàn thắng quyết định giúp cho Arsenal giành chiến thắng chung cuộc 3–2 và đi tiếp.
Arsenal gần như bị loại ở vòng tiếp theo bất chấp họ chỉ phải gặp đội bóng hạng dưới Port Vale. Ngay phút thứ tám, Tom Parker lập công đưa Port Vale vượt lên dẫn trước. Buchan sau đó gỡ hòa cho Arsenal ngay đầu hiệp hai, nhưng Port Vale tiếp tục có thêm một bàn thắng nữa khi Wilf Kirkham có pha đá bồi sau khi quả bóng dội ra từ tình huống cản phá phạt đền của Dan Lewis. Tuy nhiên, Jimmy Brain bên phía Arsenal đã xuất sắc ghi bàn giúp Arsenal rời Old Recreation Ground với một trận hòa.
Có rất ít bàn thắng được ghi trong trận đá lại trên sân của Arsenal. Mưa tuyết dày đặc khiến mặt sân lầy lội, buộc hai đội phải chơi bóng dài. Trong hiệp một, Brain có một tình huống sút bóng trúng cột dọc, nhưng anh không phải tiếc nuối quá lâu khi ngay sau đó, Buchan dứt điểm tung lưới Port Vale. Đó cũng là bàn thắng duy nhất của trận đấu. Ba trận còn lại của Arsenal đều diễn ra tại London. Ở lượt trận thứ năm, họ đánh bại Liverpool trên sân nhà với hai bàn cách biệt, đây cũng là tỉ số trong cuộc chạm trán của hai đội hồi đầu mùa. Tính từ ngày đầu năm mới đến trận đấu này, Liverpool vẫn bất bại. Cả hai bàn thắng mà Arsenal ghi được trong trận đều là kết quả của những pha đá phạt trực tiếp, bàn đầu tiên do công của Brain, bàn thứ hai do công của Buchan, khi nỗ lực đáng khen của thủ môn Liverpool chỉ có thể giúp anh cản phá quả bóng sau khi nó đã lăn qua vạch vôi.
Trong trận tứ kết với Wolverhampton Wanderers, Arsenal bị thủng lưới trước nhưng chỉ 15 phút sau, Billy Blyth đã san bằng cách biệt. Hai đội đều có những pha tấn công nguy hiểm vào khung thành đối phương trong suốt phần còn lại của trận đấu, nhưng bàn thắng quyết định đến từ cú đánh đầu của Hulme bên phía Arsenal sau một pha bứt tốc và tạt cánh của Jack Butler. Lá thăm sau đó đã đưa Arsenal chạm trán Southampton tại vòng bán kết. Trận đấu được tổ chức trên sân vận động Stamford Bridge. Mặt sân xấu, lầy lội đã cản trở tốc độ cũng như lối chơi của Arsenal, nhưng "Pháo thủ" vẫn giành thắng lợi chung cuộc 2–1 bằng hai pha lập công của Buchan và Hulme. Bàn thắng duy nhất bên phía Southampton được ghi bởi Bill Rawlings. Trong trận đấu này, trọng tài đã hai lần khước từ phạt đền cho Southampton bất chấp các cầu thủ của họ phản ứng quyết liệt.

## Trước trận đấu

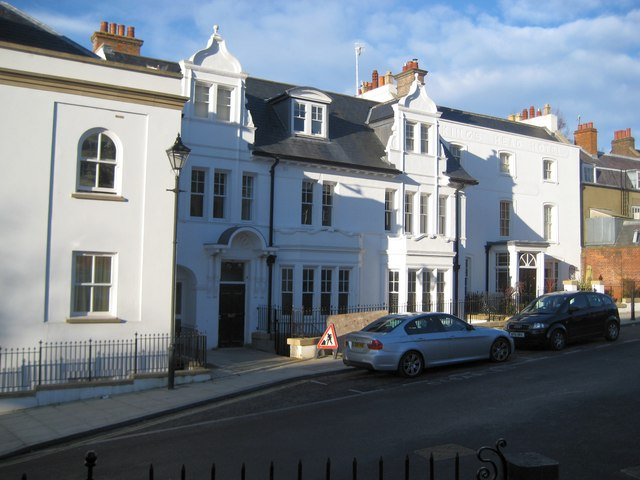
Khách sạn Kings Head (cũ) ở Harrow on the Hill năm 2007, nơi ban huấn luyện cùng toàn đội Cardiff nghỉ lại vào buổi tối trước trận chung kết.

Cardiff City từng có hai lần lọt vào bán kết Cúp FA và chỉ có một lần duy nhất góp mặt trong một trận chung kết. Đó là trận đấu mà họ phải chứng kiến đối thủ Sheffield United đăng quang. Mặt khác, với việc Arsenal chưa bao giờ có mặt trong bất kỳ một trận chung kết nào trước đó nên ai thắng trong cuộc đối đầu này sẽ có lần đầu tiên giương cao chiếc cúp. Ngày 21 tháng 4 năm 1927, huấn luyện viên (HLV) Herbert Chapman của Arsenal trong một cuộc họp báo tổ chức bất ngờ đã lên tiếng tuyên bố rằng Horace Cope bị dính chấn thương và sẽ không thể chơi ở vị trí hậu vệ trái. Ông không chắc liệu Syd Hoar hay Alf Baker sẽ có mặt vì cả hai vẫn đang hồi phục chấn thương. Vì vậy vị huấn luyện viên 49 tuổi buộc phải để trống hai vị trí tiền vệ lẫn tiền đạo và chờ đợi xem ai sẽ là người phù hợp trước khi trận đấu diễn ra. Trong trường hợp những cầu thủ ban đầu không thể hồi phục kịp, Chapman sẽ trao cơ hội cho Bill Seddon và Sam Haden. Khi được hỏi về việc đội bóng nào sẽ giành chiến thắng trong trận đấu, ông không trả lời mà hứa với báo giới rằng mình sẽ có đáp án cho họ sau khi cuộc so tài kết thúc. Cả Baker và Hoar cuối cùng đều có tên trong đội hình Arsenal góp mặt trong trận chung kết. Đội bóng dành ít thời gian tập luyện trên sân nhà của họ trước khi khởi hành đến Empire. Vào buổi sáng hôm diễn ra trận đấu, các cầu thủ và ban huấn luyện đội bóng gặp nhau tại khách sạn Hendon Hall. Họ dự định sẽ di chuyển từ đó đến địa điểm thi đấu nhưng kế hoạch gặp chút trục trặc do tắc đường. HLV Chapman cuối cùng phải rời đoàn để gọi điện thoại cho cảnh sát địa phương yêu cầu một người đến hộ tống. Lát sau, hai sĩ quan có mặt và đưa cả đội đến sân.
Về phần Cardiff City, họ chuẩn bị cho trận chung kết tại Southport, Lancashire. Họ nghỉ ngơi ở khách sạn Palace, nơi đội bóng từng lưu trú vài vòng đấu trước. Các cầu thủ thư giãn bằng cách mát xa, chơi bóng gỗ và tắm muối. Một ngày trước trận đấu, họ di chuyển đến Harrow on the Hill và nghỉ tại khách sạn Kings Head. Toàn đội đều cởi mở với báo giới về chiến thuật của họ, đồng thời hy vọng rằng lối chơi thiên về phòng ngự cùng việc để Billy Hardy theo kèm cây săn bàn Charlie Buchan sẽ khuất phục được các cuộc tấn công của "Pháo thủ". Bởi lẽ, Hardy cùng hàng thủ vững chãi của Cardiff chính là xương sống quan trọng của toàn đội. Trước trận đấu, Buchan bên phía Arsenal cũng dành lời khen cho Cadiff, mô tả hàng phòng ngự của họ là "một rào cản không thể vượt qua". Cardiff gần như thoải mái trong việc lựa chọn các cầu thủ ra sân. Thiếu sót duy nhất là Harry Wake, khi anh bị chấn thương ở thận trong trận đấu giải với Sheffield Wednesday một tuần trước trận chung kết. Trừ Wake ra, đội hình mà Cadiff dự định thi đấu trong trận chung kết giống hệt như đội hình từng chạm trán Reading trong trận bán kết. Cầu thủ 19 tuổi Ernie Curtis, người trẻ nhất từng góp mặt trong một trận chung kết Cúp FA vào thời điểm đó được chọn làm người thay thế. Ngoài ra, bộ tứ Tom Farquharson, Jimmy Nelson, Fred Keenor cùng Billy Hardy còn là những người từng góp mặt trong trận thua năm 1925 của Cadiff trước Sheffield United.
Cựu Thủ tướng Vương quốc Anh David Lloyd George và Thủ tướng tương lai Winston Churchill cùng đến sân dự khán trận đấu. Báo chí liên tục giật tít với tiêu đề Anh đối đầu xứ Wales, lưu ý rằng trong số những người hâm mộ xứ Wales, nhiều người là phụ nữ, bao gồm cả những bà mẹ có em bé. Từ 4 giờ sáng, nhiều chuyến tàu đặc biệt đã được chỉ định để đưa những người hâm mộ Cardiff đến ga tàu Paddington. Trên tuyến đường sắt đô thị London, ban tổ chức cũng sắp xếp thêm nhiều chuyến tàu phụ nhằm vận chuyển người hâm mộ từ ga Baker Street đến ga Wembley Park hai phút mỗi chuyến. Từ 11 giờ trưa đến thời điểm trận đấu bắt đầu, có đến 30.000 người đã đi trên tuyến đường này mỗi giờ, khoảng 100.000 người hâm mộ dự kiến sẽ đến sân. Những người hâm mộ đội bóng xứ Wales cũng tranh thủ thực hiện vài chuyến du ngoạn đặc biệt trên khắp London. Một số người đi đến Nhà thờ chính tòa Thánh Paul và hát vang ca khúc "Hen Wlad Fy Nhadau". Một số người khác thì thăm thú Đài tưởng niệm Cenotaph và khoác lên mình trang phục truyền thống xứ Wales nhằm tôn vinh các cựu chiến binh trong chiến tranh thế giới thứ nhất.
Khi xe buýt của đội Cardiff đến sân vận động, nhiều cổ động viên quá khích, phân biệt sắc tộc đã ném tỏi tây vào chiếc xe. Đội cũng nhận nuôi một con mèo đen trong dịp này, tên là Trixie, được một số người chơi tìm thấy khi đang đi lang thang trong một khu đánh golf tại Câu lạc bộ Golf Hoàng gia Birkdale trước trận bán kết với Bolton Wanderers. Họ xem đó như là một điềm tốt và cử Ferguson đi tìm chủ nhân của con vật. Những người chủ nhân của con mèo trên đồng ý để câu lạc bộ giữ nó với điều kiện câu lạc bộ phải đặc cách tặng họ hai vé trong trường hợp toàn đội lọt vào chung kết. Cảnh sát được tăng cường tại sân vận động Empire lúc 1 giờ chiều nhằm ngăn chặn đám đông tụ tập bên ngoài phòng vé đe dọa ban tổ chức. Nhiều người trong số này cầm trên tay những chiếc vé giả và lẽ dĩ nhiên các nhân viên ở đó đã từ chối cho họ vào sân.
Lúc 1 giờ 50 phút chiều, một buổi hòa nhạc trang trọng chính thức được cử hành bên trong sân vận động do hai đội nhạc binh Grenadier và Ireland lĩnh xướng. Phần trình diễn có sự xuất hiện của bài hát "Abide with Me". Đây là lần đầu tiên ca khúc này xuất hiện tại một trận chung kết Cúp FA. Sau này, nó đã trở thành bài hát truyền thống vang lên trong mỗi trận chung kết. Có nhiều tiếng reo hò, vỗ tay vang lên trên khắp khán đài bốn mươi phút sau trong buổi hòa nhạc để chào mừng sự xuất hiện của vua George V. Khi các cầu thủ vào sân, nhà vua bắt tay với từng người trong số họ, cũng như những người làm nhiệm vụ điều khiển trận đấu: trọng tài William F. Bunnell từ Preston, và hai trợ lý G.E. Watson từ Kent và M. Brewitt đến từ Lincoln. Trận đấu này là trận chung kết cúp đầu tiên mà BBC truyền thanh trực tiếp qua radio. Bình luận cho trận đấu là Derek McCulloch và George Allison. Trong chương trình phát sóng, các bình luận viên đã dùng một cụm từ "back to square one" để mô tả khu vực của sân nơi diễn ra trận đấu. Từ square (hình vuông) trong bối cảnh này là một khu vực gần nhất với một trong hai cầu môn. Nhiều người cho rằng cụm từ này bắt nguồn trừ chương trình trực tiếp của BBC. Tuy nhiên, có thông tin cho rằng cụm từ trên cũng từng xuất hiện trước khi trận đấu diễn ra. Có gần 92.000 cổ động viên mua vé đến theo dõi cuộc thư hùng này trong số hơn 300.000 vé bán ra ban đầu.

## Diễn biến

### Tóm lược
Đội trưởng của Cardiff City, Fred Keenor là người chiến thắng trong trò tung đồng xu và giành về cho đội quyền giao bóng trước. Tuy nhiên, cơ hội nguy hiểm đầu tiên lại thuộc về Arsenal khi họ có được một quả đá phạt. Quả bóng có lần đầu tiên lọt vào vòng cấm của Cardiff nhưng đã bị Tom Watson phá ra. Sam Irving sau đó có pha dốc bóng bên phía cánh phải, nhưng hậu vệ Andy Kennedy của Arsenal đã kịp thời ngăn cản. Arsenal phát động tấn công một lần nữa nhưng Sid Hoar di chuyển hơi sớm dẫn đến mắc lỗi việt vị. Arsenal tiếp tục được hưởng một cú đá phạt trực tiếp khác. Parker tiến tới và tung cú sút từ cự ly 23 mét (25 yd), buộc thủ môn Tom Farquharson phải trổ tài cứu thua cho Cadiff. Sau pha phối hợp của Joe Hulme và Charles Buchan, Arsenal được hưởng một quả phạt góc, liền sau đó là ba quả phạt góc khác, nhưng Arsenal không thể tận dụng tốt các cơ hội và sau tình huống phạt góc cuối cùng, quả bóng bay vọt xà. Hiệp một kết thúc với thế trận nghiêng hẳn về phía Arsenal nhưng hàng thủ của Cardiff City đã cho thấy bản lĩnh của mình. Ở một diễn biến ngoài sân bóng, tại khu vực cổng chính của sân vận động nơi bốn sĩ quan an ninh đang canh gác khi trận đấu đang diễn ra ở phút thứ 25, có một sự cố hy hữu. Theo đó, khoảng 400 khán giả bên ngoài sân vận động có ý định lao qua cánh cổng để vào sân. Lực lượng an ninh đã có mặt kịp thời và đẩy đám đông trở lại trước khi họ chạm tới các cánh cửa xoay.
Arsenal tràn lên tấn công khi hiệp hai bắt đầu. Họ giành được một quả phạt góc sau nỗ lực không chiến của Buchan. Trong tình huống phạt góc, Hulme có vị trí khá thoáng để tung ra pha đánh đầu nhưng pha bóng trôi qua mà không có gì xảy ra. Cardiff trả đũa bằng một cú sút chìm của Ernie Curtis nhưng Dan Lewis đã may mắn cứu thua. Ngay sau đó, tiền vệ Jack Butler bên phía Arsenal bị bóng đập mạnh vào mặt làm anh choáng váng. Trận đấu bị gián đoạn trong giây lát trước khi được tiếp tục bằng pha tấn công biên của George McLachlan bên phía Cardiff. McLachlan chuyền bóng cho Len Davies nhưng cú sút của anh lại bay quá xa cầu môn đối phương. Trong một nỗ lực nhằm giành lại thế trận cho Arsenal, Buchan có đường chuyền dài sang cánh trái cho Hoar, nhưng Jimmy Nelson của Cardiff City đã kịp thời bọc lót. Cardiff có pha tấn công nguy hiểm khác và lần này cú sút từ Billy Hardy phần nào gây cho thủ thành Lewis đôi chút lúng túng khi anh có một pha bắt bóng không gọn gàng.
Tuy nhiên, khán giả không phải chờ lâu để chứng kiến bàn thắng. Phút 74, sau tình huống bứt tốc mãnh liệt, Curtis chuyền bóng như đặt cho Hughie Ferguson lúc bấy giờ đang phục sẵn gần cầu môn. Chàng tiền đạo 32 tuổi lập tức dứt điểm về phía khung thành, nhưng lực sút lại quá yếu khiến cho quả bóng dễ dàng bị Lewis chặn lại. Tuy nhiên, khi vừa nhặt lên, quả bóng bất ngờ tuột ra khỏi tay Lewis, trượt qua khuỷu tay trái của anh và hướng thẳng về mảnh lưới. Tiền đạo Cardiff lập tức áp sát trong khi Lewis cố gắng trườn người với lấy quả bóng nhưng vô tình khuỷu tay anh lại vào trúng bóng làm lực đi của nó mạnh hơn. Kết quả là Lewis phải vào lưới nhặt bóng. Bàn thua nghiệt ngã khiến Arsenal điên cuồng tìm bàn gỡ ngay sau tiếng còi giao bóng, nhưng tốc độ của họ nhanh chóng chững lại khi Jimmy Brain bị phất cờ việt vị. Cardiff phản công chớp nhoáng và suýt có cơ hội kết liễu trận đấu, nhưng Curtis đã hơi cá nhân khi quyết định sút thẳng thay vì chuyền cho Davies, người đứng ở một vị trí khá trống trải khi Lewis đã rời bỏ khung thành. Mặc dù vậy, trận đấu vẫn kết thúc với thắng lợi chung cuộc 1–0 dành cho Cardiff City. Đích thân vua George V là người trao chiếc cúp vô địch cho đội trưởng Fred Keenor của Cardiff cũng như huy chương cho tất cả cầu thủ của hai đội.

### Chi tiết
| Cardiff City | 1–0 | Arsenal |
| ------------ | --- | ------- |
| Ferguson 74' |     |         |

| Cardiff City | Arsenal |

|                  |                  |  |  |
|                  |                  |  |  |
| TM               | Tom Farquharson  |  |  |
| HV               | James Nelson     |  |  |
| HV               | Tom Watson       |  |  |
| HV               | Fred Keenor (c)  |  |  |
| TV               | Tom Sloan        |  |  |
| TV               | Billy Hardy      |  |  |
| TV               | Ernie Curtis     |  |  |
| TĐ               | Sam Irving       |  |  |
| TĐ               | Hughie Ferguson  |  |  |
| TĐ               | Len Davies       |  |  |
| TĐ               | George McLachlan |  |  |
| Huấn luyện viên: |                  |  |  |
| Fred Stewart     |                  |  |  |

|                  |                |  |  |
|                  |                |  |  |
| TM               | Dan Lewis      |  |  |
| HV               | Tom Parker (c) |  |  |
| HV               | Andy Kennedy   |  |  |
| TV               | Alf Baker      |  |  |
| TV               | Jack Butler    |  |  |
| TV               | Bob John       |  |  |
| TĐ               | Joe Hulme      |  |  |
| TĐ               | Charles Buchan |  |  |
| TĐ               | Jimmy Brain    |  |  |
| TĐ               | Billy Blyth    |  |  |
| TĐ               | Sid Hoar       |  |  |
| Huấn luyện viên: |                |  |  |
| Herbert Chapman  |                |  |  |

Nguồn:

## Sau trận đấu
Chiến thắng của Cardiff City trong trận Chung kết Cúp FA 1927 vẫn là lần duy nhất chiếc cúp này được trao cho một đội bóng bên ngoài nước Anh. Lúc bấy giờ, chiếc cúp này vẫn mang tên "Cúp Anh". Báo chí ngay sau đó đã nhanh chóng khai thác thông tin thú vị này. Tờ Daily Mirror giật tít tiêu đề "Làm thế nào Cúp bóng đá Anh đi đến xứ Wales", cũng như đề cập tới âm thanh sôi động tạo ra bởi màn trình diễn âm nhạc lúc khởi đầu trận đấu. Tờ Hull Daily Mail thậm chí còn đi xa đến mức cho rằng trận đấu sẽ được ghi nhớ vì tiếng hát đặc trưng vang vọng trên khắp khán đài. Họ thậm chí còn gọi đó là "trận chung kết hát". Tại một đài phát thanh ngoài trời phát sóng trận đấu trên khuôn viên Cathays Park, 15.000 người hâm mộ đã có mặt, nín thở với mọi khoảnh khắc. Và sau chiến thắng, màu đại diện của đội được treo lên, trang hoàng khắp các ngõ ngách, con phố ở Cadiff. Nhiều chủ cửa hàng địa phương đã nhân cơ hội, tạo ra vô số bản sao của chiếc cúp bằng bơ rồi trưng bày chúng trong các khung kính cửa tiệm mình. Tom Farquharson, thủ môn người Ireland đầu tiên giành Cúp FA đã may mắn có được một quả bóng sau trận đấu. Anh sau đó trao tặng nó cho nhà thờ. Quả bóng hiện vẫn còn được lưu giữ tại Đại sảnh Danh vọng Thể thao xứ Wales thuộc Bảo tàng Lịch sử Quốc gia Thánh Fagans.

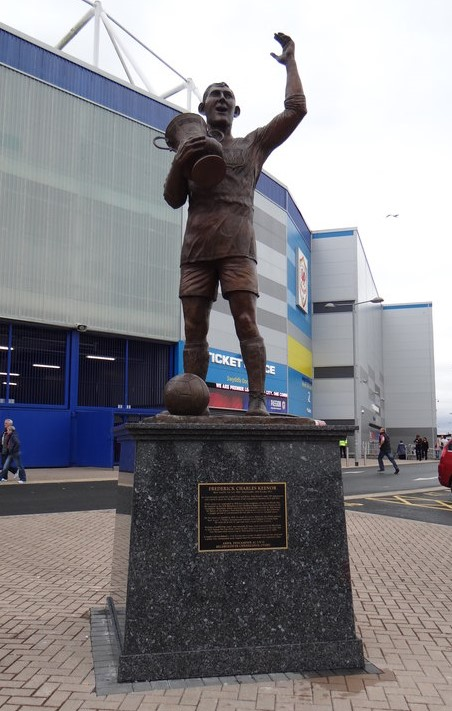
Một bức tượng đặt bên ngoài sân vận động Cardiff City mô tả đội trưởng câu lạc bộ Cardiff City, Fred Keenor đang giương cao chiếc Cúp FA.

Sau trận đấu, toàn đội Cardiff City liền di chuyển đến một khách sạn ở Bloomsbury trước khi ghé qua Windsor vào ngày hôm sau. Một số cầu thủ tham quan khuôn viên trường Eton College trong khi một số khác đến thăm Lâu đài Windsor và Trường đua ngựa Kempton Park. Họ lên tàu từ ga Paddington và trở lại Cardiff cuối ngày hôm đó. Trên đường đi, cả đội bị đám đông cuồng nhiệt trì hoãn tại một số trạm tàu ở Reading, Swindon và Newport. Cuối cùng, họ cũng đặt chân đến Cardiff vào 6 giờ 35 phút chiều. Ngay lập tức, các cầu thủ bị bao vây bởi một đám đông khác tại nhà ga khi một số người quá khích vượt qua dây căng của cảnh sát chắn ở lối vào trước khi băng qua các tuyến đường sắt để chào đón những người hùng của mình trở về. Khi cả đội xuống tàu, họ được một ban nhạc và một đoàn xe đến đón, đưa về Tòa thị chính. Khoảng 150.000 người hâm mộ đã xếp hàng trên đường phố Cardiff như một ngày hội lớn. Sau khi hát hò chung vui bên ngoài Tòa thị chính, toàn đội cùng vợ của họ tham dự một bữa ăn tối và khiêu vũ trong tòa nhà. Một số hãng tin cho rằng đội trưởng Fred Keenor đã thừa nhận Cadiff may mắn mới giành thắng lợi, nhưng anh đã vội vàng lên tiếng bác bỏ câu nói trên, khẳng định chính hàng phòng thủ xuất sắc của Cardiff mới là nhân tố chính đưa họ đến vinh quang. Vào năm 2012, một bức tượng Keenor nâng chiếc Cúp FA đã được dựng lên bên ngoài sân vận động Cardiff City để vinh danh chiến tích vĩ đại của cá nhân anh cũng như toàn đội.
Thủ môn Dan Lewis của Arsenal đổ lỗi cho chiếc áo nịt len mới mua của mình là nguyên do dẫn đến bàn thua. Anh cho rằng nó như dính mỡ, khiến quả bóng trượt khỏi tay mình. Kể từ đó, các thủ môn của Arsenal luôn giặt giũ chiếc áo của họ trước mỗi trận đấu. Bình luận về tình huống đó, đội trưởng Keenor bên phía Cardiff cho biết: "Anh ấy (Ferguson) đã thực hiện một cú sút xoáy khiến quỹ đạo của nó gây ra khó khăn cho 'việc bắt dính bóng của thủ môn'. Quả bóng xoắn trong tay, nảy lên ngực anh (Lewis) và cuộn tròn vào lưới. Vẻ thách thức của Len Davies khiến tôi nghĩ rằng Lewis đã rời mắt khỏi quả bóng trong một giây chết người để rồi phải chới với vì nó". Khi được trao huy chương á quân sau trận đấu, Lewis dường như đã ném giải thưởng đi trước khi các đồng đội của anh vội vàng nhặt nó lại. Lewis thậm chí còn bị một số người hâm mộ Arsenal cáo buộc là cố tình phá hoại trận đấu để giúp đội tuyển quê hương của mình giành chiến thắng trong trận chung kết.
Đội trưởng của Arsenal, Charles Buchan đã dành lời ngợi khen Cardiff, anh nói: "Tôi xin chúc mừng Cardiff City với tư cách là câu lạc bộ đầu tiên trong lịch sử đưa chiếc cúp ra khỏi nước Anh. Toàn đội đã cố hết mình để ngăn họ đạt được ý nguyện đó, nhưng chúng tôi đã không thành công. Tuy nhiên, vì chiếc cúp đã được chuyển đến Cardiff, không có ai chân thành chúc mừng họ hơn đội trưởng của những người thua cuộc. Cardiff đã chơi một trận đấu xứng đáng, trong sạch, mỗi cầu thủ trong đội rõ ràng đang cố gắng làm hết sức mình và những lời cuối cùng của tôi là chúc may mắn cho [Cadiff] City, chúc may mắn cho xứ Wales và liên đoàn bóng đá của họ với chiến thắng này".
Chưa đầy hai tuần sau, Cardiff hạ gục Rhyl 2–0 trong trận chung kết Cúp xứ Wales để có lần đầu tiên giành cú đúp cúp xuyên quốc gia. Họ cũng có mặt tại FA Charity Shield năm 1927 và đánh bại đội bóng nghiệp dư Corinthian với tỉ số tương tự, sau đó ăn mừng với lá cờ phạt góc hình tam giác. Hai năm sau, Ferguson trở về quê hương Scotland rồi gia nhập câu lạc bộ Dundee. Tuy nhiên, người hùng năm nào lại chìm đắm trong sầu muộn sau một thời gian dài vật lộn để tìm lại điểm rơi phong độ. Anh tự sát chưa đầy ba năm sau hành trình khó quên năm 1927. Vận may của Cardiff cũng không khá khẩm hơn. Đội bóng tụt dốc không phanh sau đó. Chỉ trong vòng bốn năm kể từ kỳ chung kết lịch sử, họ phải xuống chơi ở Football League Third Division. Keenor vẫn trụ lại với tư cách thủ quân trong giai đoạn này. Anh rời câu lạc bộ sau 19 năm gắn bó để chuyển đến Crewe Alexandra trong mùa giải 1930–1931. Năm 1934, Cardiff trượt dài theo ánh hào quang đã mờ dần vào dĩ vãng khi kết thúc giải ở vị trí cuối bảng. Điều này đồng nghĩa với việc họ đủ điều kiện để bị loại khỏi giải. Ban huấn luyện đội bóng phải gửi thỉnh nguyện thư lên Hiệp hội bóng đá Anh xin được trụ lại với giải đấu. Ernie Curtis của Cadiff, cầu thủ trẻ nhất xuất hiện trong trận chung kết ngày hôm đó với 19 tuổi 317 ngày, qua đời vào tháng 11 năm 1992 ở tuổi 85. Curtis là cầu thủ cuối cùng còn sống sau trận chung kết. Với Cardiff, họ có một lần nữa lọt vào Chung kết FA Cup năm 2008, nhưng để thua Portsmouth với cách biệt tối thiểu.
Arsenal không phải chờ lâu để mơ mộng vô địch. Trong cuộc thư hùng với Huddersfield Town năm 1930, "Pháo thủ" đả bại đội bóng cũ của HLV Herbert Chapman, người đang dẫn dắt Arsenal hai bàn không gỡ. Chiến thắng này đánh dấu chiếc cúp lớn đầu tiên mà đội bóng thành London giành được, đồng thời khởi đầu cho một kỷ nguyên thành công cho câu lạc bộ với hai chức vô địch liên đoàn, lần đầu dưới thời Chapman và sau đó là dưới triều đại George Allison sau khi Chapman qua đời. Họ cũng giành thêm một chiến thắng nữa ở kỳ Cúp FA tiếp theo năm 1936 trước Sheffield United.